# Parowóz Jerzyka
Parowóz Jerzyka – powieść Marii Niklewiczowej z 1949. Stanowi jedną z pierwszych powojennych polskich powieści biograficznych.
Utwór przedstawia losy twórcy kolei George'a Stephensona. Przeznaczony jest dla młodszych dzieci. Według Stanisława Frycie książka napisana jest w sposób przystępny, pozbawiona jest przy tym większych ambicji artystycznych.